# Vitaliciedade
A vitaliciedade é a condição que atribui a alguém ou algo o caráter permanente até a extinção de sua vida ou existência física. Na esfera pública, vitaliciedade é a garantia legal concedida a certos titulares de funções públicas, civis e militares de carreira, de permanecerem em seus cargos até atingirem a idade prevista para a aposentadoria compulsória, sendo vedado o afastamento ou demissão, à exceção de motivo estabelecido por lei ou por sentença judicial transitada em julgado.
Alguns chefes de Estado, particularmente em ditaduras (ou nas monarquias) tomam posse do poder, a título pessoal, para toda a vida, conferindo caráter vitalício ao seu cargo administrativo.

## No Brasil
No Brasil, um exemplo de vitaliciedade ocorre com os magistrados e os integrantes do Ministério Público que atuam como membros do Conselho Nacional de Justiça e do Conselho Nacional do Ministério Público. Estes, porém, podem perder seus cargos vitalícios em decorrência de condenação, no Senado Federal, pela pratica de crime de responsabilidade.
A vitaliciedade e a estabilidade foram suspensas por seis meses na Ditadura Militar de 1964 pelo Ato Institucional nº 1, Art. 7º. Assim, quaisquer juízes ou promotores poderiam ser demitidos dos seus cargos público caso o presidente militar desejasse.